# Porky's Double Trouble
Pour plus de détails, voir Fiche technique et Distribution.
Porky's Double Trouble est un court métrage d'animation de la série américaine Looney Tunes réalisé par Frank Tashlin, produit par les Leon Schlesinger Productions et sorti en 1937. Ce dessin animé en noir et blanc met en scène Porky Pig.